# Kahrār-e Soflá
Kahrār-e Soflá (persiska: کهرار سفلی) är en ort i Iran.   Den ligger i provinsen Kermanshah, i den västra delen av landet, 400 km väster om huvudstaden Teheran. Kahrār-e Soflá ligger 1 362 meter över havet och antalet invånare är 350.
Terrängen runt Kahrār-e Soflá är kuperad söderut, men norrut är den platt. Runt Kahrār-e Soflá är det ganska tätbefolkat, med 185 invånare per kvadratkilometer. Närmaste större samhälle är Kermānshāh, 19,3 km nordväst om Kahrār-e Soflá. Trakten runt Kahrār-e Soflá består till största delen av jordbruksmark.